# Strmilov
Strmilov è una città della Repubblica Ceca facente parte del distretto di Jindřichův Hradec, in Boemia Meridionale.